# Manuel Calecas
Manuel Calecas († 1410), também Kalekas, foi um monge e teólogo bizantino.

## Biografia
Calecas foi discípulo de Demétrio Cidone e viveu na Itália, em Creta e em Lesbos, onde ele traduziu as obras de Boécio e Anselmo de Cantuária do latim para o grego.  Ele apoiava a União das Igrejas decretada no Segundo Concílio de Lyon (1274) e buscou reconciliar as igrejas do oriente com a do do ocidente. 
Ele retornou para Constantinopla em 1403 com o imperador Manuel II Paleólogo, mas, para sua surpresa, não teve uma boa recepção por seus antigos amigos. Como resultado, ele foi forçado a buscar refúgio entre os dominicanos em Mitilene, onde ele morreu em 1410.

## Obras
Em 1390, ele escreveu uma obra admoestando os bizantinos por terem se separado da Igreja Católica. Calecas também traduziu o Comma para o grego a partir da Vulgata.
Ambrogio Traversari traduziu sua obra em grego para o latim (Ingolstadt, 1608), que é o texto publicado por Migne na Patrologia Graeca (vol. CLII, col. 13-661), a única tradução conhecida de Calecas.